# 마쓰다이라 나오유키 (1682년)
마쓰다이라 나오유키(일본어: 松平直之)는 에도 시대 중기의 다이묘이다. 에치고 이토이가와번 초대 번주. 후쿠이번 후쿠이 마쓰다이라 분가 제3대 당주.
| 전임 마쓰다이라 나오토모 | 제3대 후쿠이 마쓰다이라 분가 당주 1704년 ~ 1717년 | 후임 마쓰다이라 나오요시 |

| 전임 혼다 스케요시 | 제1대 이토이가와번 번주 (후쿠이 마쓰다이라 분가) 1699년 ~ 1717년 | 후임 마쓰다이라 나오요시 |